# 巨咽属
巨咽属（学名：Macropharynx），也称巨咽吸虫属，为同盘科的一个属。

## 下属物种
本属包括以下物种：
- 中华巨咽吸虫 Macropharynx chinensis Wang, 1959 211
- 徐氏巨咽吸虫 Macropharynx hsui Wang, 1966 212